# Mistrzostwa Ameryki Północnej Strongman 2001
Mistrzostwa Ameryki Północnej Strongman 2001 – doroczne, indywidualne zawody północnoamerykańskich siłaczy.
Data: 5, 6 maja 2001 r.

Miejsce: Hull (prowincja Quebec)  Kanada
WYNIKI ZAWODÓW:
| Miejsce | Zawodnik         | Kraj              | Punkty |
| ------- | ---------------- | ----------------- | ------ |
| 1.      | Hugo Girard      | Kanada            | 62,5   |
| 2.      | Geoff Dolan      | Kanada            | 54,5   |
| 3.      | Phil Pfister     | Stany Zjednoczone | 52     |
| 4.      | Ken Brown        | Stany Zjednoczone | 44,5   |
| 5.      | Travis Lyndon    | Kanada            | 44     |
| 6.      | Brian Schoonveld | Stany Zjednoczone | 43,5   |
| 7.      | Jessen Paulin    | Kanada            | 43     |
| 8.      | Johnny Perry     | Stany Zjednoczone | 41,5   |
| 9.      | Chad Smith       | Stany Zjednoczone | 31,5   |
| 10.     | Randy Davis      | Kanada            | 23     |